# Història de l'Amèrica Central

Mapa de les diferents entitats territorials que existien a Centreamèrica al segle abans de l'arribada dels espanyols.

La Història de l'Amèrica Central reuneix els esdeveniments ocorreguts al subcontinent des dels primers assentaments humans al subcontinent.

## Abans de la invasió espanyola (1492)

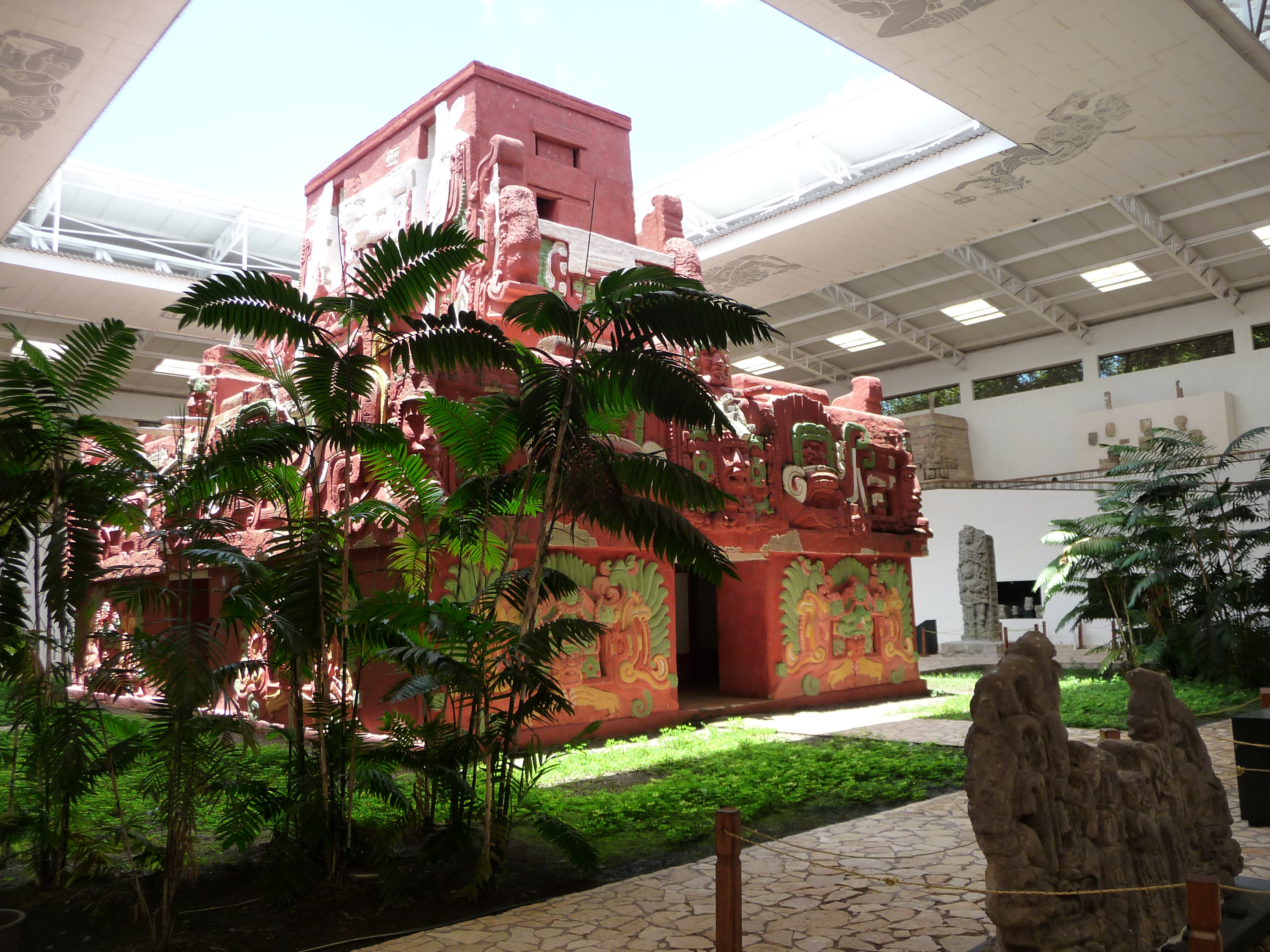
Rèplica del temple Rosalila de Copan, que és l'edifici maia millor conservat de tot Centreamèrica.

En l'època precolombina, les cultures centreamericanes vivien en constants guerres expansives, sabotatge i competència mútua. La majoria del territori de Centreamèrica era part de la civilització d'origen mesoamericana, les societats natives del qual van ocupar la terra entre el centre de Mèxic en el nord, fins al nord-oest de Costa Rica al sud i sotmetien a tribut i explotació a les confederacions indígenes i tribus dels seus confins; mentre la civilització d'origen txibtxa ocupava la terra a l'est d'El Salvador, Hondures, Nicaragua i Costa Rica en el nord, fins a Panamà en el sud. Les cultures precolombines de tota la regió van comerciar i van guerrejar entre si, i amb Sud-amèrica, creant incipients places comercials, en aquesta anomenada zona de transició entre les dues àrees culturals continentals del nord i el sud.
El registre arqueològic no permet deduir l'origen de molts dels pobles precolombins que van poblar Centreamèrica. En gran manera, la major part de les cultures documentades a l'arribada dels europeus semblen haver-s'hi format de manera autòctona a Centreamèrica encara que alguns pobles de Centreamèrica semblen haver migrat des del nord, a Mesoamèrica en temps relativament recent. L'evidència lingüística mostra que els pipils (uto-asteca) i els chorotegues (otomang) parlaven llengües clarament relacionades amb llengües del nord i, per tant, el seu origen ha de situar-se a Mesoamèrica. Altres pobles importants de Centreamèrica com els lenques, els kunes, els paies, els naso o els bribris semblen tenir el seu origen ètnic en la mateixa Centreamèrica. L'estudi de les famílies lingüístiques pot ajudar a comprendre les relacions d'etnogènesis dels antics pobles de Centreamèrica. Les principals famílies lingüístiques precolombines de Centreamèrica són la maiense (que també té presència fora de Centreamèrica), la xinca, la lenmitxí (lenca, misumalpa i txibtxa).

## Període de desenvolupament virregnal i colonial

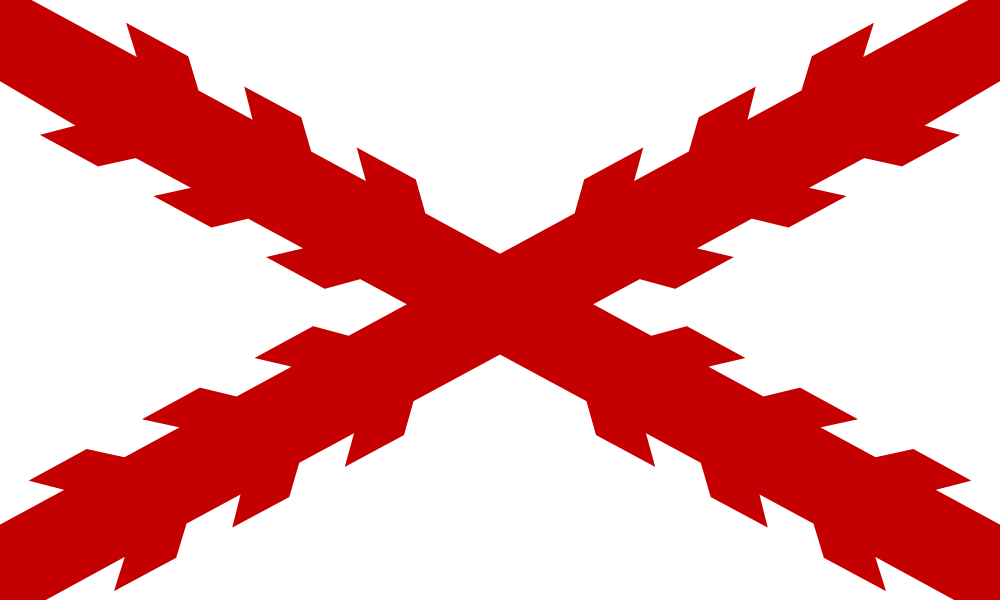
La Creu de Borgonya va onejar a l'Amèrica Central durant la major part de l'època virregnal. A Guatemala és on es concentraria el domini espanyol a la regió.

Des del segle xvi fins a principis del segle xix, Centreamèrica va estar incorporada a la Capitania General de Guatemala, algunes vegades conegut com a Regne de Guatemala, la integració del qual i divisió interna va variar repetidament. Oficialment, la Capitania era part del Virregnat de Nova Espanya, i per tant, sota el control del virrei espanyol a Ciutat de Mèxic. No obstant això, aquest no va ser administrat pel virrei sinó per un Capità General independent, el qual primer tenia les seves instal·lacions a la ciutat de Gracias Lempira, després va ser transferida a Santiago de los caballeros de Guatemala, finalment a la Ciutat de Guatemala.
Durant aquest període la regió va experimentar grans canvis demogràfics, socials, econòmics i lingüístics. Van aparèixer ciutats importants fundades pels europeus i van arribar importants contingents d'origen europeu (colonitzadors), així com contingents africans (esclavitzats) que es van sumar a les poblacions autòctones. L'espanyol es va convertir en la llengua principal de la regió.

### Corts de Cadis
Durant l'època de la Constitució de Cadis (1812-1814 i 1820-1821), el regne de Guatemala va desaparèixer i va ser substituït per dues províncies independents entre si, la Província de Guatemala i la Província de Nicaragua i Costa Rica. L'any 1821, poc abans de la independència, es van crear tres províncies més, Chiapas, El Salvador i Hondures, segregades de la Província de Guatemala.

## Període de les guerres civils hispanes i destrucció dels virregnats espanyols

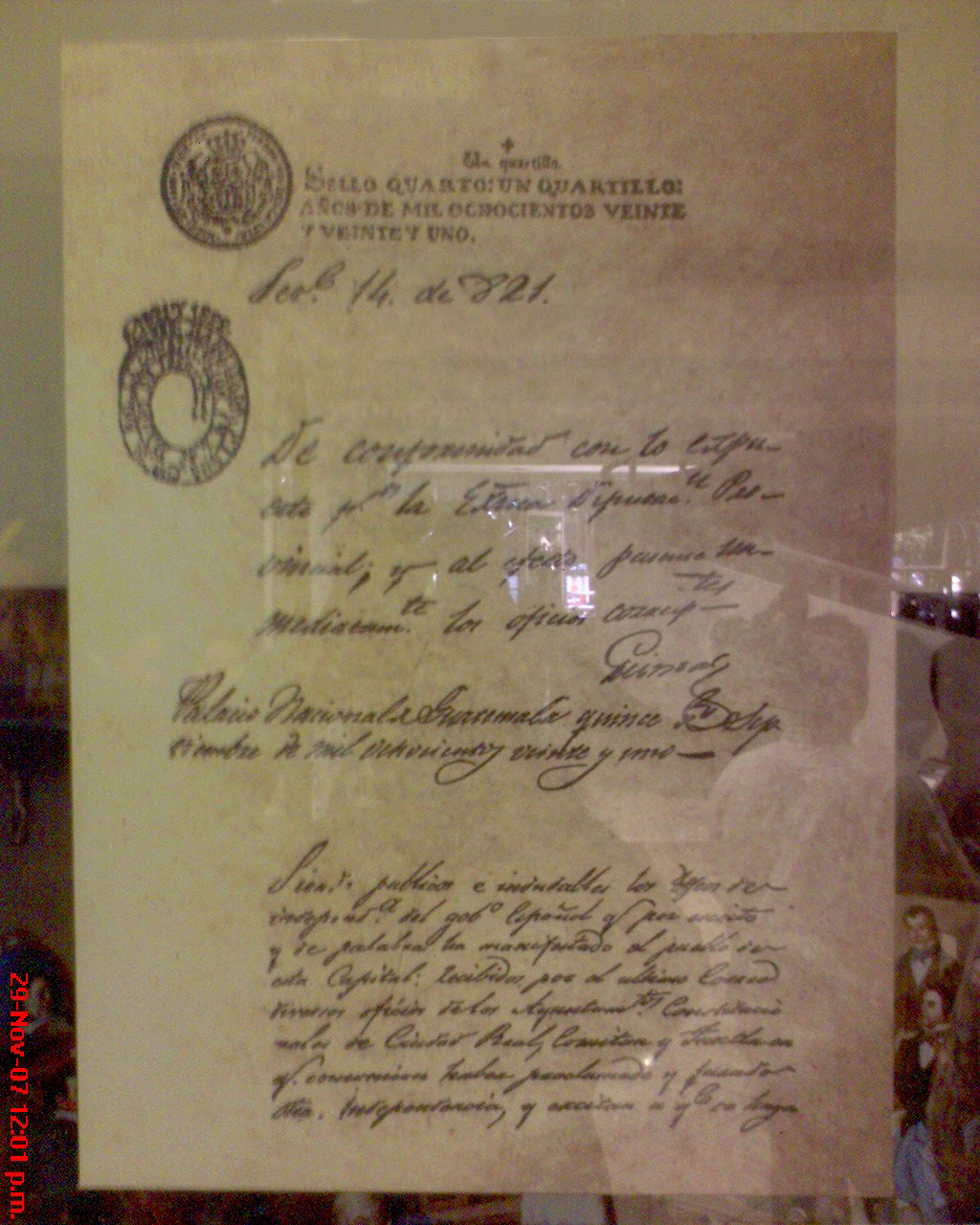
Acta d'Independència de Centreamèrica localitzada en les instal·lacions de l'Assemblea Legislativa d'El Salvador.

L'any 1821, Mèxic va proclamar la seva independència d'Espanya, i posteriorment Chiapas, ambdues decisions van ser imitades el 15 de setembre per la Província de Guatemala. La data és encara considerada com a dia de la independència per totes les nacions de Centreamèrica. El Cap Polític Superior de la Província de Guatemala, Gabino Gaínza, es va mantenir al capdavant del govern internament. També les Províncies d'El Salvador, Hondures, Nicaragua i Costa Rica van proclamar, en diverses dates, la seva independència absoluta d'Espanya.

### Annexió a Mèxic
Després de la independència, va sorgir la idea d'annexar-se al Primer Imperi Mexicà d'Agustín de Iturbide, decisió que es va consultar amb els ajuntaments. Rebuts els vots majoritaris dels ajuntaments, el govern de Guatemala va proclamar l'annexió de Centreamèrica a Mèxic. Aquesta decisió va ser rebutjada de manera rotunda per El Salvador, i tampoc va poder sumar-hi algunes poblacions d'Hondures, Nicaragua i Costa Rica; no obstant això, un exèrcit mexicà sota el comandament del General Vicente Filisola va ocupar la Ciutat de Guatemala i després va envair i va ocupar El Salvador, a pesar que els salvadorencs van proclamar la seva unió als Estats Units d'Amèrica.
Quan Mèxic va arribar a ser una república l'any següent, es va acollir el dret que Centreamèrica determinés la seva pròpia destinació. A Guatemala es van reunir l' Assemblea Nacional Constituent de les Províncies Unides del Centre d'Amèrica, que l'1 de juliol de 1823, va declarar la independència absoluta d'Espanya, de Mèxic, i de qualsevol altra nació estrangera i va establir un sistema de govern republicà. Un cens de població realitzat l'any 1824, reflex que Centreamèrica tenia 1.287.491 habitants.

### Províncies Unides del Centre d'Amèrica

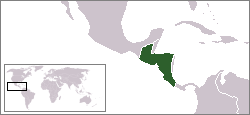
Mapa de les Províncies Unides de Centreamèrica l'any 1823.

L'1 de juliol de 1823, es va reunir a Guatemala el congrés, sota la presidència del prevere José Matías Delgado, i va declarar que les províncies aquí representades eren independents d'Espanya, de Mèxic i de tota una altra nació. El nou país va prendre el nom de Províncies Unides de Centreamèrica. L'endemà, 2 de juliol, els diputats es van declarar constituïts en Assemblea Nacional Constituent i van proclamar que en ella residia la sobirania nacional, i van posar en vigència temporalment la Constitució de Cadis.
L'Assemblea Nacional Constituent va decretar una bandera i un escut per al nou Estat, i va nomenar una junta de govern provisional de tres membres (Primer Triumvirat de Centreamèrica). L'octubre de 1823 va ser reemplaçada per un altre (Segon Triumvirat de Centreamèrica), que va governar fins a l'any 1825.

### República Federal de Centreamèrica

Bandera oficial de la República de Centreamèrica de 1823 a 1838.

La naixent unió centreamericana, oficialment denominada República Federal de Centreamèrica, comprenia els estats de Guatemala, El Salvador, Hondures, Nicaragua i Costa Rica. Els liberals centreamericans tenien grans esperances en la República Federal, la qual ells creien que anava a evolucionar en una moderna i democràtica nació, enriquida pel comerç a través de la zona, entre els oceans Atlàntic i Pacífic, alhora que anaven a lliurar-se per fi del jou al fet que els tenien sotmesos els conservadors de Guatemala. Les aspiracions liberals eren reflectides en els emblemes de la república federal: La bandera mostrava una banda blanca entre dues bandes blaves, representant la terra entre els dos oceans mentre que l'escut mostrava cinc muntanyes, una per a cada estat, entre dos oceans, sobre un capell frigi, l'emblema de la Revolució francesa que simbolitzava el pensament positivista anticlerical que s'imposava entre els liberals.
La República Federal de Centreamèrica va sorgir d'una Assemblea Constituent de les Províncies Unides del Centre d'Amèrica a través d'una Constitució, el 22 de novembre de 1824. La seva capital inicialment va ser la Ciutat de Guatemala, fins a 1834; després Sonsonate, per un breu període, i finalment San Salvador, de 1834 a 1839.
La federació estava formada per cinc Estats: Guatemala, El Salvador, Hondures, Nicaragua i Costa Rica. En 1838 es va formar un sisè Estat, Los Altos, amb capital a la ciutat de Quetzaltenango, amb els territoris de l'occident de Guatemala, i part de l'actual Soconusco de Chiapas (Mèxic). Limitava al sud amb l'Oceà Pacífic, a l'est amb el Mar Carib, al Sud-est amb Panamà (província de Colòmbia llavors), i al Nord-oest amb Mèxic. El territori de la federació també incloïa Belize.
Entre els anys 1838 i 1840, la federació va entrar en un període de guerra civil. El primer Estat a separar-se definitivament va ser Nicaragua, l'abril de 1838; a l'octubre aquesta decisió va ser imitada per Hondures, i al novembre per Costa Rica. Guatemala es va separar l'any 1839 i, sota el govern de Rafael Carrera, va absorbir per la força a l'Estat dels Alts. A la fi de 1839, la federació havia deixat d'existir; no obstant això, durant el segle xix va haver nombrosos intents per restablir-la, manifestats en les conferències unionistes centreamericanes.
Els liberals centreamericans tenien grans esperances en la creació d'una república federal, que posteriorment evolucionaria cap a un Estat modern i democràtic entre els Oceans Pacífic i Atlàntic. Aquestes aspiracions es veurien reflectides en els emblemes de la República Federal: la seva bandera mostra una banda blanca entre dos blaus, derivada de la bandera de les Províncies Unides del Riu de la Plata (que al seu torn derivava de la bandera del rei espanyol Ferran VII), representant la terra entre els dos oceans. L'escut d'armes mostra cinc volcans (un per cada estat), il·luminades per un barret de la llibertat o capell frigi (influència francesa). La bandera va ser introduïda a la regió pel comandant naval Louis-Michel Aury quan va establir la primera república independent a l'illa de Providència l'any 1818.
No obstant això, en la pràctica, la federació afrontava grans problemes:
- En oposició al projecte federal es trobaven els conservadors, els representants de l'Església catòlica i els grans latifundistes.
- El transport i les comunicacions entre els Estats membres eren extremadament deficients.
- La població, en general, desconeixia el benefici d'una integració regional.
- El poder de la capital federal (Ciutat de Guatemala, després San Salvador) era gairebé inexistent fora dels seus límits.
- La falta de fons per al seu desenvolupament i la intervenció de nacions estrangeres (per exemple, Gran Bretanya, Estats Units i Mèxic).

### Guerra Civil Centroamericana

La batalla de la Trinitat fou la primera victòria de l'Exèrcit del General Morazán durant la guerra civil.

A causa que els conservadors no volien cedir els privilegis als quals estaven acostumats des de l'època colonial, molt ràpid van esclatar una sèrie de dissensions i guerres civils, que van culminar amb el derrocament en 1829 del govern constitucional del qual era president titular el salvadorenc Manuel José Arce y Fagoaga, triat l'any 1825, i que exercia des de 1828 el Vicepresident Mariano Beltranena i Pla, guatemalenc. Aquest any també va ser enderrocat el govern conservador de Guatemala dirigit per Mariano de Aycinena y Piñol per una invasió dirigida pel general hondureny Francisco Morazán qui va confiscar tots els béns als membres del clan Aycinena, i els va expulsar del territori centroamericà juntament amb els membres del clergat regular. Interinament es va fer càrrec del govern el liberal guatemalenc José Francisco Barrundia i Cepeda i en 1830 va ser elegit com a president el general hondureny Francisco Morazán, qui posteriorment va ser triat una altra vegada per al període 1835-1839. Morazán va començar a fer negocis amb els anglesos que tenien un lloc comercial a Belize i el mateix va fer el governador de l'Estat de Guatemala, Mariano Gálvez, la qual cosa juntament amb l'intent d'aplicar lleis noves al país —com el divorci i l'ús de jurats— va causar ressentiment entre els pobladors guatemalencs, els qui miraven als anglesos i als liberals com a heretges. Els membres del clergat secular no havien estat expulsats de Centreamèrica, però havien quedat afeblits per l'eliminació del delme obligatori; així i tot, a causa de l'educació fortament catòlica que hi havia hagut a Guatemala, els fou fàcil convèncer als indígenes i mestissos de les intencions herètiques dels liberals, i això va crear l'ambient propici perquè els conservadors retornessin al país.
A la segona administració de Morazán va ressorgir la guerra civil: l'any 1837 el govern de Mariano Gálvez va ser acusat d'enverinar els rius amb còlera morbus i això, conjuminat a les acusacions d'heretgia, va provocar una rebel·lió camperola de la qual va sorgir el cabdill Rafael Carrera y Turcios. Davant la feblesa i falta de transparència mostrada pel govern de Morazán, Nicaragua es va separar de la República el 30 d'abril de 1838, i el Congrés federal va acceptar que es constituís un nou Estat, Los Altos, la capital dels quals era Quetzaltenango, amb les terres occidentals de Guatemala. Hondures es va separar de la unió el 6 d'octubre i el 14 de novembre Costa Rica ho va imitar. Guatemala es va separar el 17 d'abril de 1839 i a principis de 1840 les tropes del capità general Rafael Carrera i Turcios van reincorporar Los Altos.

## Segona meitat delseglexix

Bandera oficial de la república de centre Amèrica. Aquesta va estar vigent de 1895 a 1898.

Diversos intents van ser fets per reunir les nacions centreamericanes durant el segle xix, especialment mitjançant les conferències unionistes centreamericanes, però cap va tenir èxit. El primer va succeir en 1842, quan l'expresident Francisco Morazán, que s'havia apoderat del poder a Costa Rica, va voler restablir la unió per la força, però el seu intent va acabar amb la seva caiguda i execució. Pocs mesos abans, s'havia signat a Chinandega un pacte d'unió per establir una Confederació de Centreamèrica i incloïa a El Salvador, Hondures i Nicaragua. Costa Rica es va adherir condicionalment; no obstant això, aquest intent va durar molt poc, fins a 1844. Un segon intent es va dur a terme de 1849 a 1852 entre El Salvador, Hondures i Nicaragua.
En 1885 es va produir l'anomenada <i>intentona de Barrios</i>. El president de Guatemala, Justo Rufino Barrios va intentar unir la nació per les armes, però va morir en l'intent, combatent contra les forces salvadorenques. Un tercer intent d'Hondures, Nicaragua, i El Salvador va ser quan van intentar crear la República de l'Amèrica Central, aquest va ser un intent pacifico d'unir als països centreamericans d'Hondures, Nicaragua i El Salvador en un sol Estat (després canvia el seu nom a Estats Units de Centreamèrica) la qual va durar entre 1895 i 1898. L'últim intent es va produir en una conferència celebrada a San José, Costa Rica, en 1920, en el qual Costa Rica, El Salvador, Guatemala i Hondures van signar un pacte d'unió entre ells.

### Guerra contra els filibusters

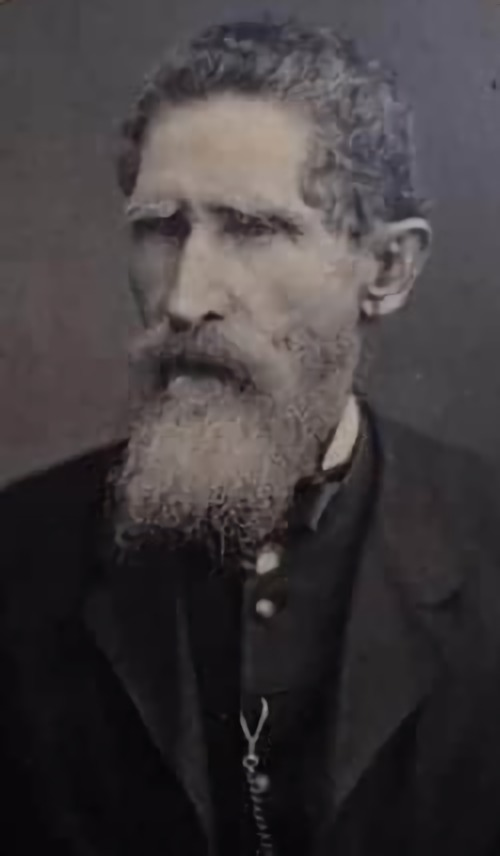
El General Florencio Xatruch es va encarregar de capturar i executar a William Walker a la ciutat de Trujillo.

Malgrat el fallit últim intent d'unió, el sentit d'haver compartit història i l'esperança d'una eventual reunificació persistien en la majoria de les nacions que van ser part de la unió. En els anys 1856 i 1857 la regió va establir reeixidament una coalició militar per repel·lir una invasió d'un filibuster nord-americà anomenat William Walker. Avui, quatre de les cinc nacions tenen en les seves banderes els antics motius de la federació, que consistia en les dues bandes exteriors blaves, al voltant d'una banda blanca interna. No obstant això, Costa Rica, únic Estat que es va mantenir en pau durant la federació i va complir amb les seves obligacions tributàries i militars amb el govern federal, va passar des del decenni de 1840 a ser el menys convençut de les bondats de la integració regional i va modificar significativament la seva bandera l'any 1848, enfosquint el blau, i afegint una banda de doble grandària en relació amb les altres en color vermell, com un homenatge a la bandera de França. El Salvador i Guatemala també van tenir durant molts anys banderes molt diferents de la federal.
Durant tot aquest segle es va anar conformant les estructures polítiques administratives distintives de cadascun del que avui són els Estats de l'antiga federació, així es van conformar a partir d'una economia lligada a l'explotació del sector agro-extractiu amb la qual cosa es donen les bases per a l'evolució i estructuració dels diversos grups humans des dels preexistents i amb l'arribada de nous grups humans com els grups garífunes o llevantins a la fi del segle xix.

## Segle XX
L'any 1907 va ser creada la Cort de Justícia Centreamericana o Cort de Cartago, però l'any 1917 Nicaragua es va retirar d'aquest tribunal i el 1918 va caducar el seu conveni constitutiu. L'any 1960, amb l'esperança que una unificació política pogués ser el següent pas, Guatemala, El Salvador, Hondures, i Nicaragua van establir el Mercat Comú Centreamericà, al que es va unir poc després també Costa Rica.
L'any 1920, a Guatemala el Partit Unionista va tenir un paper protagonista en el derrocament del president Manuel Estrada Cabrera, advocat que ja feia vint-i-dos anys que estava en el poder i havia atorgat fortes concessions a les empreses nord-americanes, especialment la United Fruit Company. L'irònic d'aquest moviment va ser que va estar format per líders conservadors que van abraçar la causa unionista per enderrocar al govern liberal.
Aquest va ser aprovat per El Salvador, Guatemala i Hondures, que en 1921 van constituir la República Federal de Centreamèrica, però el gener de 1922 Guatemala es va separar i els altres dos Estats van decidir reassumir també la seva sobirania.
Actualment, des de 1991, el Parlament Centreamericà ha estat operant, també conegut com a PARLACEN (parlament centreamericà) és una institució política consagrada a la integració dels països de Centreamèrica, encara que no ha donat cap pas substancial dirigit a la restauració de la unió política. Té la seu a la Ciutat de Guatemala i ho integren diputats d'El Salvador, Guatemala, Hondures, i Nicaragua. Costa Rica no ha aprovat el conveni constitutiu del Parlament, ni el de la Cort Centreamericana de Justícia constituïda en el decenni de 1990, de la qual tampoc és part Guatemala. República Dominicana i Mèxic hi són com a observadors regionals.
L'any 1903 després de la Separació de Panamà de Colòmbia, la nova República de Panamà va quedar geopolíticament inserida en territori centreamericà. Aquesta república tot i estar vinculada històricament i culturalment amb Amèrica del Sud i el Carib, és partidària de la integració centreamericana i l'any 1993 es va subscriure al PARLACEN, prenent part activa en els seus acords i enfortint els seus vincles comercials amb els països de la regió, encara que en el 2009 Panamà va iniciar el seu procés de separació del SICA.
En la història recent un dels personatges que més ha lluitat per la integració és el president de Guatemala Vinicio Cerezo, qui durant el seu mandat (1986-1991) va promoure a través dels Acords d'Esquipulas, no només la cerca de la Pau Ferma i Duradora a la regió sinó també un esforç per la integració de les decisions polítiques a Centreamèrica. Els Acords d'Esquipulas van promoure també la creació del Sistema de la Integració Centreamericana i posteriorment el Parlament Centreamericà, en la cerca d'una institucionalitat regional capaç de donar suport als processos regionals.

## Segle XXI
En ple inici del segle xxi, en un escenari subregional de postguerra, Centreamèrica s'ha transformat. Durant un període aproximat de gairebé trenta anys, s'han manifestat en l'istme processos conflictius que, sent propis de la reestructuració econòmica i geopolítica global del nou segle, han coincidit amb una etapa de maduració del sistema capitalista a escala subregional. En tal sentit, la dinàmica més important d'aquest subglobalisme el constitueix una transformació de velles formacions socials agràries, sotmeses sota models polítics autoritaris, en procés de constituir-se en societats cada vegada més absorbides en la seva dinàmica econòmica per la transnacionalització, fenomen també associat a altres esferes de canvi de la vida social, la política i de l'activitat cultural.
En un escenari de canvis profunds, detonadors en la creació dels nous règims democràtics que han demostrat la seva feble conformació institucional i que tendeixen als arranjaments oligàrquics, es genera un nou tipus de dependència amb els Estats Units, on la fi ja no és tenir un control imperant sobre els governs centreamericans sinó influenciar en l'obertura de les economies i en l'agreujament de la dependència al nou ordre comercial de caràcter global, aquest canvi en la concepció dels Estats Units cap a Centreamèrica en l'àmbit geopolític ha comportat l'augment de les desigualtats socioeconòmiques i la simulació d'un sistema democràtic representatiu que no ha fet més que perpetuar l'ordre polític-econòmic de les mateixes elits.
No es produeix des de Centreamèrica una interdependència completament autònoma amb el seu context global, sinó que aquesta és condicionada pel regionalisme derivat de la recomposició de l'hegemonia dels Estats Units a l'Amèrica Llatina. Les pressions d'aquest regionalisme global han obligat les societats centreamericanes a enfrontar una sèrie d'ajustos i desafiaments, amb asimetries cap a fora i enormes desigualtats cap a dintre, incrementant els riscos i desavantatges enfront dels nous processos transnacionals, i atenuant fortament les oportunitats que aquestes puguin subministrar… Va ser crucial la recomposició experimentada per les oligarquies i els seus aliats locals, sota noves expressions dins del empresariat, els partits polítics i inclusivament la societat civil.
La reconfiguració de l'ordre econòmic-polític va ser merament superficial en haver-hi canvis insignificants en l'estructura social de les nacions centreamericanes, La institucionalització no només mai va arribar, sinó que tampoc es va voler que arribés; el joc esperançador de les possibilitats en l'acció des dels subjectes de la democràcia –partits, règims polítics, ciutadans– també arriba a la seva fi davant l'imponent poder dels diners i les seves formes escandaloses de colonitzar la política;a l'inici del segle XXI va sorgir una nova elit beneficiada per les polítiques de liberalització econòmica i l'obertura dels mercats, la qual cosa va ocórrer va ser una integració de les noves elits i les tradicionals, un arranjament de cúpules inclusiu que va beneficiar al manteniment i aprofundiment d'un model econòmic de tall neoliberal que ha perpetuat els nivells de pobresa de la regió i ha contribuït al sorgiment de conflictes socials mancant representativitat i la limitada oferta política dels règims centreamericans.

## Història de les nacions centreamericanes
- Història de Belize
- Història de Costa Rica
- Història del Salvador
- Història de Guatemala
- Història d'Hondures
- Història de Nicaragua
- Història de Panamà